# 金喜愛
金喜愛（韓語：김희애，1967年4月23日—），韓國女演員。金喜愛為1980年代的當紅新人演員，在其後的三十年間漸以精湛演技屢獲各頒獎禮最高榮譽的演技大獎與提名。其百想艺术大奖已获得四次電視部門最佳女主角荣誉，亦獲得三次青龍電影獎最佳女主角提名。

## 簡歷
金喜愛在1967年4月生於濟州島，其後在年幼時遷往首爾居住。金喜愛在惠化女子高中1年級時，以服裝廣告模特身份開始演藝活動，在一年後（1983年）透過電影《二十年頭一天》正式出道。她在10多歲的時候主要在青年電影中活動，1985年以參演MBC短劇《不知道的事情》在小螢幕出道，其後就主要參演電視劇。1986年，她被選定為KBS日日劇《女人心》的主角，雖然是20歲的新人，但她展現從10多歲到60多歲的演技引起了轟動，成為與錢忍和並駕齊驅的新一代明星。
雖然出身於KBS，但隨着1990年4月KBS員工以罷工形式爭取民主的事件爆發後，她轉投MBC，在1990年代以MBC招牌演員的身份活動。在1991年和1992年，她出演劇集的《越過那座山》和《兒子與女兒》，成功在MBC演技大獎上獲得最高榮譽的大獎以肯定其演技。在MBC活動的期間，她與崔真實為該電視台的兩大女演員。
1996年，她與電腦實業家（後為韓國國會第15屆議員）李燦振結婚，在1998年和2000年先後誕下兩子。她在兩個兒子出生期間，因專注照顧孩子合共經歷八年的演藝空白期。期間，她曾於1998年在水原科學大學擔任放送演藝學系兼任教授，並在1999年曾一度出演日日劇《只有一個你》，但因二子即將出生而中途退出。
2003年，她以電視劇《妻子》回歸電視圈，但在復出後已大減拍攝電視劇的頻率。金喜愛在此之後多演出與婚姻、兩性關係相關題材的電視劇，當中2007年的《我男人的女人》、2014年的《密會》及2020年的《夫婦的世界》皆引起相當大的迴響。而她亦在參演電視劇和電影外，經常拍攝雜誌畫報，被視為韓國中年女性的時尚指標。

## 演出作品

### 電視劇
- 1986年：KBS《女心（朝鲜语：여심 (1986년 드라마)）》飾演 宋多英
- 1987年：KBS《新年特輯電視劇－遠大風》
- 1987年：KBS《媽媽（朝鲜语：어머니 (1987년 드라마)）》
- 1987年：KBS《愛情的條件（朝鲜语：애정의 조건 (1987년 드라마)）》飾演 金元美
- 1988年：MBC《明天會忘記的（朝鲜语：내일 잊으리）》飾演 徐仁愛
- 1989年：MBC《你的祝酒（朝鲜语：당신의 축배）》飾演 全汝玉
- 1990年：MBC《女人靠什麼生活（朝鲜语：여자는 무엇으로 사는가）》飾演 英建
- 1990年：KBS《冬季遊子（朝鲜语：겨울 나그네 (드라마)）》飾演 多惠
- 1990年：MBC《朝鮮王朝五百年－大院君（朝鲜语：대원군 (1990년 드라마)）》飾演 明成皇后
- 1990年：MBC《我愛你（朝鲜语：사랑해 당신을 (1990년 드라마)）》飾演 完珠
- 1991年：MBC《離別的開始（朝鲜语：이별의 시작）》飾演 鄭海靜
- 1991年：MBC《越過那座山（朝鲜语：산너머 저쪽）》飾演 姜明愛
- 1992年：MBC《裸木（朝鲜语：나목 (드라마)）》飾演 慶雅
- 1992年：MBC《憤怒的王國（朝鲜语：분노의 왕국）》飾演 閔在京
- 1992年：MBC《兒子與女兒（朝鲜语：아들과 딸）》飾演 李後南
- 1993年：MBC《暴風的季節（朝鲜语：폭풍의 계절）》飾演 李洪珠
- 1994年：MBC《滑雪場（朝鲜语：까레이스키 (드라마)）》飾演 成南英
- 1995年：MBC《愛與結婚（朝鲜语：사랑과 결혼）》飾演 尹秀彬
- 1999年：MBC《唯一的你（朝鲜语：하나뿐인 당신）》飾演 張瑞英（中途退出）
- 2003年：KBS《妻子》飾演 金娜英
- 2003年：SBS《完整的愛（朝鲜语：완전한 사랑）》飾演 河英愛
- 2004年：KBS《說不出的愛》飾演 安誠實
- 2006年：SBS《雪花》飾演 李康愛
- 2007年：SBS《我男人的女人》飾演 李華英
- 2011年：SBS《Midas》飾演 劉仁惠
- 2012年：JTBC《妻子的資格》飾演 尹書萊
- 2014年：JTBC《密會》飾演 吳慧媛
- 2015年：SBS《Mrs. Cop》飾演 崔英珍
- 2016年：SBS《倒數第二次戀愛》飾演 姜敏珠
- 2020年：JTBC《夫婦的世界》飾演 池善雨
- 2023年：Netflix飾演 黃導譆
- 2024年：Netflix《政壇旋風》飾演 鄭秀甄

### 電影
- 1984年：《二十年頭一天（朝鲜语：스무해 첫째날）》
- 1985年：《火的回憶（朝鲜语：불의 회상）》
- 1985年：《我愛你姜九（朝鲜语：내사랑 짱구）》飾演 美惠
- 1987年：《英雄歸來（朝鲜语：영웅 돌아오다）》
- 1993年：《101次求婚》飾演 韓智媛
- 2014年：《優雅的謊言》飾演 劉賢淑
- 2015年：《如此美好》飾演 閔子英
- 2018年：《消失的夜晚（朝鲜语：사라진 밤）》飾演 尹雪熙
- 2018年：《她們的故事（朝鲜语：허스토리）》飾演 文正淑
- 2019年：《致允熙》飾演 允熙
- 2023年：《逃出寧靜海》飾演 文英
- 2024年：《Dead Man》[4][5]
- 2024年：《非普通家族》飾演 妍京

## 綜藝節目
- 2023年：tvN《花樣姐姐》

## 獲獎
| 年份 | 頒獎典禮                               | 獎項                                | 作品             | 結果 |
| ---- | -------------------------------------- | ----------------------------------- | ---------------- | ---- |
| 1987 | 第6屆我們的明星獎                      | TV新人演技獎                        | 《女心》         | 獲獎 |
| 1987 | 第23屆百想藝術大賞                     | 女新人獎                            | 《女心》         | 獲獎 |
| 1989 | 第16屆MBC演技大獎                      | 女子最優秀演技獎                    | 《忘記明天》     | 獲獎 |
| 1991 | 第18屆MBC演技大獎                      | 大獎                                | 《越過那座山》   | 獲獎 |
| 1993 | 不適用                                 | 電視雜誌年度明星獎                  | 不適用           | 獲獎 |
| 1993 | 第20屆MBC演技大獎                      | 大獎                                | 《兒子與女兒》   | 獲獎 |
| 1993 | 第29屆百想藝術大獎                     | 電視部門 大獎                       | 《兒子與女兒》   | 獲獎 |
| 1993 | 第29屆百想藝術大獎                     | 電視部門 女子最佳演技獎             | 《兒子與女兒》   | 獲獎 |
| 1993 | 第14屆青龍電影獎                       | 最佳女主角獎                        | 《101次求婚》    | 提名 |
| 1994 | 第32屆大鐘獎                           | 最佳女主角獎                        | 《101次求婚》    | 提名 |
| 1994 | 第30屆百想藝術大獎                     | 電視部門 人氣獎                     | 《暴風的季節》   | 獲獎 |
| 1994 | 第6屆韓國PD大賞                        | Talent部門出演者獎                  | 《暴風的季節》   | 獲獎 |
| 1996 | 第8屆韓國PD大賞                        | Talent部門出演者獎                  | 不適用           | 獲獎 |
| 2003 | 第39屆百想藝術大獎                     | 電視部門 女子最佳演技獎             | 《妻子》         | 獲獎 |
| 2003 | 第10屆SBS演技大獎                      | 十大明星賞                          | 《完整的愛》     | 獲獎 |
| 2003 | 第10屆SBS演技大獎                      | 人氣賞                              | 《完整的愛》     | 獲獎 |
| 2003 | 第16屆畫梅獎                           | 最佳女演員                          | 《完整的愛》     | 獲獎 |
| 2004 | 第40屆百想藝術大獎                     | 電視部門 大獎                       | 《完整的愛》     | 獲獎 |
| 2004 | 第16屆韓國PD大賞                       | Talent部門出演者獎                  | 不適用           | 獲獎 |
| 2007 | 韓國時尚設計獎                         | 年度最佳造型獎                      | 不適用           | 獲獎 |
| 2007 | 第14屆SBS演技大獎                      | 大賞                                | 《我男人的女人》 | 獲獎 |
| 2007 | 第14屆SBS演技大獎                      | 十大明星賞                          | 《我男人的女人》 | 獲獎 |
| 2007 | 第1屆韓國電視劇節                      | 演技大賞                            | 《我男人的女人》 | 獲獎 |
| 2008 | 第1屆亞洲時尚偶像獎                    | 電視本賞                            | 《我男人的女人》 | 獲獎 |
| 2013 | 第49屆百想藝術大獎                     | 電視部門 女子最佳演技獎             | 《妻子的資格》   | 獲獎 |
| 2013 | 第49屆百想藝術大獎                     | 電視部門 女子人氣賞                 | 《妻子的資格》   | 提名 |
| 2014 | 第50屆百想藝術大獎                     | 時尚之星獎                          | 不適用           | 獲獎 |
| 2014 | 第50屆百想藝術大獎                     | 電影部門 女子最佳演技獎             | 《優雅的謊言》   | 提名 |
| 2014 | 第35屆青龍電影獎                       | 最佳女演員獎                        | 《優雅的謊言》   | 提名 |
| 2014 | 第7屆韓國電視劇節                      | 女子最優秀賞                        | 《密會》         | 提名 |
| 2014 | 第9屆首爾國際電視節                    | 最佳女演員                          | 《密會》         | 獲獎 |
| 2014 | 第3屆APAN Star Awards                  | 中篇電視劇 女子最優秀演技賞         | 《密會》         | 獲獎 |
| 2014 | 第7屆亞洲時尚偶像獎                    | 時尚偶像賞                          | 不適用           | 獲獎 |
| 2014 | 第51屆韓國儲蓄日總統獎                 | 不適用                              | 不適用           | 獲獎 |
| 2018 | 第27屆釜日電影獎                       | 最佳女主角                          | 《她們的故事》   | 獲獎 |
| 2018 | 第6屆BIFF釜山國際電影節                | Marie Claire 亞洲明星年度最佳演員獎 | 《她們的故事》   | 獲獎 |
| 2018 | 第39屆青龍電影獎                       | 最佳女演員獎                        | 《她們的故事》   | 提名 |
| 2018 | 第2屆Elle風格大賞                      | 不適用                              | 不適用           | 獲獎 |
| 2020 | 第56屆百想藝術大獎                     | 電視部門 女子最佳演技獎             | 《夫妻的世界》   | 獲獎 |
| 2020 | 第25屆釜山國際影展「第二屆亞洲內容獎」 | 最佳女主角獎                        | 《夫妻的世界》   | 獲獎 |
| 2020 | 第7屆APAN Star Awards                  | 大賞                                | 《夫妻的世界》   | 提名 |
| 2020 | 第11屆韓國大眾文化藝術獎               | 總統獎                              | 不適用           | 獲獎 |
| 2020 | 第41屆青龍電影獎                       | 最佳女演員獎                        | 《致允熙》       | 提名 |
| 2020 | 第56屆百想藝術大獎                     | 電影部門 女子最佳演技獎             | 《致允熙》       | 提名 |
| 2020 | 第56屆大鐘獎                           | 最佳女演員獎                        | 《致允熙》       | 提名 |
| 2020 | 第7屆韓國電影製作人協會獎              | 最佳女主角                          | 《致允熙》       | 獲獎 |

## 外部連結
- 金喜愛的Instagram帳戶
- 金喜愛在NAVER上的资料
- 金喜愛在互联网电影资料库（IMDb）上的資料（英文）
- 金喜愛在韩国电影数据库（KMDb）上的資料（韓語）